# Edgar Leonard
Edgar Welch Leonard (* 19. Juni 1881 in West Newton, Massachusetts; † 7. Oktober 1948 in New York City) war ein US-amerikanischer Tennisspieler.

## Leben
Er gewann bei den Olympischen Spielen in St. Louis zusammen mit Beals Wright den Titel im Herrendoppel. Sie gaben im ganzen Turnier nur einen Satz ab. Im Einzel bekam er die Bronzemedaille, nachdem er gegen seinen Doppelpartner verloren hatte. Wright und Leonard gehörten dem gleichen Jahrgang an der Harvard University an, wo Leonard 1903 seinen Abschluss machte. Dort hatte Leonard das College-Team als Kapitän geführt und 1902 den Intercollegiate-Doppel-Titel gewonnen. Sein höchstes nationales Ranking war Platz 8 im Jahr 1903.
Nach dem Studium arbeitete Leonard in der Textilfirma seines Vaters. 1915 gründete er in New York City eine Brokerfirma namens Moore, Leonard, & Lynch, für die er bis zu seinem Tod arbeitete.